# Haverlah
Haverlah est une municipalité allemande du land de Basse-Saxe et de l’arrondissement de Wolfenbüttel.

## Personnalités liées à la ville
- Hermann Beims (1863-1931), homme politique né à Haverlah.